# Yucuaiquín
Yucuaiquín é um município localizado no departamento de La Unión, em El Salvador.